# Hongkong op de Olympische Zomerspelen 1972
Hongkong nam deel aan de Olympische Zomerspelen 1972 in München, West-Duitsland. Ook tijdens de zesde deelname werd geen medaille gewonnen.

## Deelnemers en resultaten

### Judo
| Olympiër       | Discipline | Resultaat | Prestatie                   |
| -------------- | ---------- | --------- | --------------------------- |
| Mok Cheuk Wing | -70kg (m)  | 18e       | 1ste ronde: V van PHI Dyogi |

### Schermen
| Olympiër       | Discipline | Resultaat | Prestatie                                   |
| -------------- | ---------- | --------- | ------------------------------------------- |
| Robert Elliott | degen (m)  | 56e       | 1ste ronde groep 8: 5de met 0 overwinningen |
| Chan Wan Hei   | degen (m)  | 61e       | 1ste ronde groep 1: 6de met 0 overwinningen |
| Robert Elliott | floret (m) | 56e       | 1ste ronde groep 6: 7de met 0 overwinningen |
| Chan Wan Hei   | floret (m) | 46e       | 1ste ronde groep 1: 6de met 0 overwinningen |
| Robert Elliott | sabel (m)  | 47e       | 1ste ronde groep 2: 6de met 0 overwinningen |
| Chan Wan Hei   | sabel (m)  | 46e       | 1ste ronde groep 1: 6de met 0 overwinningen |

### Schietsport
| Olympiër        | Discipline         | Resultaat | Prestatie                                              |
| --------------- | ------------------ | --------- | ------------------------------------------------------ |
| Peter Rull, Sr. | 50m geweer liggend | 83e       | kwalificatie: 83ste met 582 punten (97-95-98-99-96-97) |

### Zeilen
| Olympiër                                  | Discipline      | Resultaat | Prestatie                             |
| ----------------------------------------- | --------------- | --------- | ------------------------------------- |
| Colin W. Smith Terence W. Steele          | flying dutchman | 24e       | 156,0 punten: (22-DNF-24-20-24-20-10) |
| Kenneth C. Tomlins Gilbert R. Lennox–King | tempest klasse  | 18e       | 125,0 punten: (15-11-15-21-20-9-19)   |

### Zwemmen
| Olympiër     | Discipline           | Resultaat | Prestatie                |
| ------------ | -------------------- | --------- | ------------------------ |
| Wong Ronnie  | 100m vrije slag (m)  | 44e       | serie 6: 8ste in 57,53   |
| Mark Crocker | 200m vrije slag (m)  | 44e       | serie 7: 5de in 2.12,85  |
| Mark Crocker | 100m rugslag (m)     | 39e       | serie 5: 5de in 1.11,20  |
| Mark Crocker | 200m rugslag (m)     | 36e       | serie 1: 7de in 2.33,64  |
| Wong Ronnie  | 100m vlinderslag (m) | 39e       | serie 2: 8ste in 1.07,50 |
| Wong Ronnie  | 200m wisselslag (m)  | 39e       | serie 2: 7de in 2.34,82  |

Afghanistan · Albanië · Algerije · Amerikaanse Maagdeneilanden · Argentinië · Australië · Bahama's · Barbados · België · Bermuda · Birma · Bolivia · Bondsrepubliek Duitsland · Brazilië · Brits-Honduras · Bulgarije · Canada · Ceylon · Chili · Colombia · Congo-Brazzaville · Costa Rica · Cuba · Dahomey · Denemarken · Dominicaanse Republiek · Duitse Democratische Republiek · Ecuador · Egypte · El Salvador · Ethiopië · Fiji · Filipijnen · Finland · Frankrijk · Gabon · Ghana · Griekenland · Groot-Brittannië · Guatemala · Guyana · Haïti · Hongarije · Hongkong · Ierland · IJsland · India · Indonesië · Iran · Israël · Italië · Ivoorkust · Jamaica · Japan · Joegoslavië · Kameroen · Kenia · Khmerrepubliek · Koeweit · Lesotho · Libanon · Liberia · Liechtenstein · Luxemburg · Madagaskar · Malawi · Maleisië · Mali · Malta · Marokko · Mexico · Monaco · Mongolië · Nederland · Nederlandse Antillen · Nepal · Nicaragua · Nieuw-Zeeland · Niger · Nigeria · Noord-Korea · Noorwegen · Oeganda · Oostenrijk · Opper-Volta · Pakistan · Panama · Paraguay · Peru · Polen · Portugal · Puerto Rico · Roemenië · San Marino · Saoedi-Arabië · Senegal · Singapore · Soedan · Somalië · Sovjet-Unie · Spanje · Suriname · Swaziland · Syrië · Taiwan · Tanzania · Thailand · Togo · Trinidad en Tobago · Tsjaad · Tsjecho-Slowakije · Tunesië · Turkije · Uruguay · Venezuela · Verenigde Staten · Vietnam · Zambia · Zuid-Korea · Zweden · Zwitserland